# Ізопериметрична нерівність
Ізопериметричною нерівністю в математиці називають геометричну нерівність, в якій використовується площа поверхні множини та її об'єм. В {\displaystyle n}-вимірному просторі {\displaystyle \mathbb {R} ^{n}} нижня межа нерівності площі поверхні {\displaystyle \mathrm {surf} (S)} множини {\displaystyle S\subset \mathbb {R} ^{n}} через її об'єм {\displaystyle \mathrm {vol} (S)}:
{\displaystyle \mathrm {surf} (S)\geqslant n\mathrm {vol} (S)^{\frac {n-1}{n}}\mathrm {vol} (B_{1})^{\frac {1}{n}}},
де {\displaystyle B_{1}\subset \mathbb {R} ^{n}} — це одинична куля. Рівність досягається, коли {\displaystyle S} буде кулею в {\displaystyle \mathbb {R} ^{n}}.
Зокрема, на евклідовій площині для замкненої кривої довжини L та обмеженою нею області площі А, виконується нерівність
{\displaystyle 4\pi A\leqslant L^{2},}
і рівність має місце тоді і лише тоді, коли крива є колом.